# Komatsuhime
Komatsuhime (小松姫?), född 1573, död 27 mars 1620, var en japansk adelsdam som tillhör de mer kända gestalterna under sin epok i Japans historia. Hon var dotter till general Honda Tadakatsu och adopterades av shogun Tokugawa Ieyasu före sitt giftermål med samurajen Sanada Nobuyuki. Hon bar som barn namnen Inahime (稲姫) och Onei (於小亥). 

## Biografi
Komatsuhime och hennes far blev tillfångatagna av klanen Sanada efter Slaget vid Ueda 1585, och shogun arrangerade då äktenskapet mellan henne och sonen till Sanadas överhuvud. 
År 1600 anslöt sig hennes make till klanen Tokugawa. Hennes svärfader Masayuki och svåger Sanada Yukimura besökte henne då på Ueda Slott, där hon förde befälet. Svärfadern meddelade att han hade kommit för att besöka sina barnbarn. Komatsuhime trädde ut ur slottet klädd i rustning och svarade att eftersom de nu stod på motsatt sida i kriget kunde hon inte släppa in honom i slottet. Svärfadern och svågern drog sig då tillbaka till ett tempel, dit Komatsuhime sedan besökte dem tillsammans med sina barn. 
Efter Slaget vid Sekigahara år 1600 försåg hon svärfadern och svågern med proviant under deras exil.

## Eftermäle
Komatsuhime blev betraktades som en idealisk rollmodell för en "God hustru och vis moder" (ryōsai kenbo 良妻賢母). Hon avled i Kōnosu i Musashi-provinsen på väg till en varm källa. Hennes tillhörigheter förevisas på museet i Ueda Slott.